# Тесак царя Михаила Федоровича

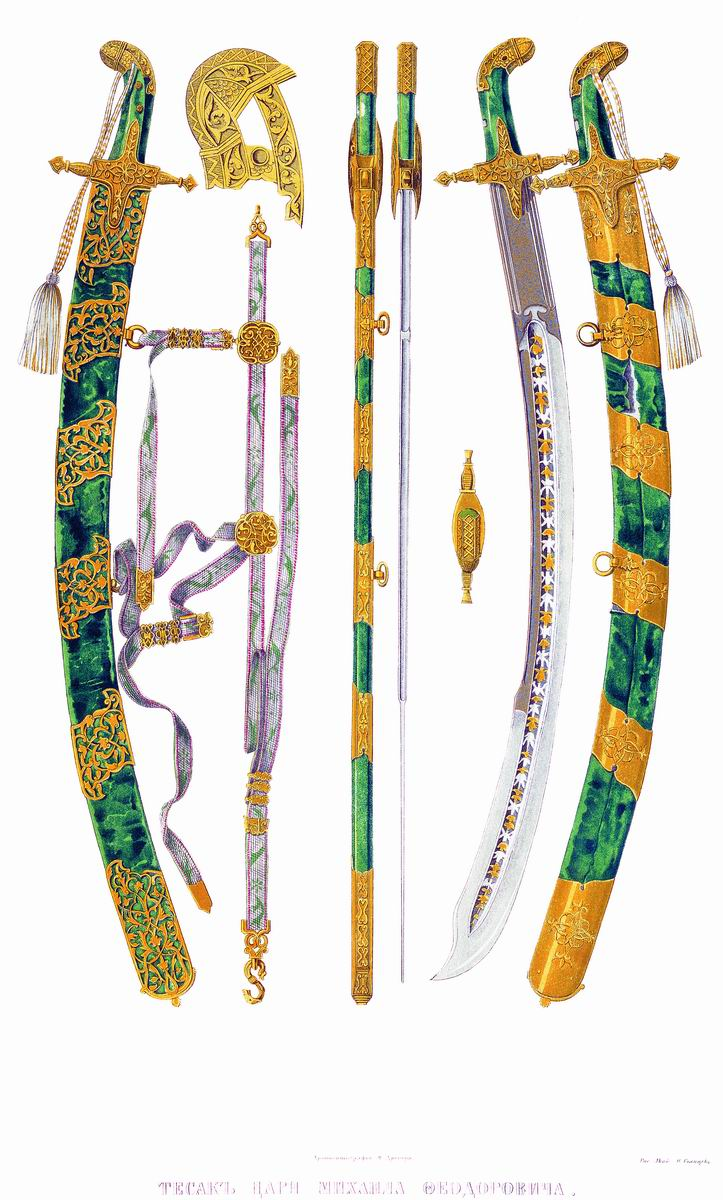
Тесак царя Михаила Федоровича

Тесак царя Михаила Федоровича — сабля царя Михаила Романова, изготовленная в 1618 году и хранящаяся в Оружейной палате Кремля (Москва). Создателем оружия был чех Нил Просвит. Самая ранняя известная подписная русская сабля
Клинок из дамасской стали в средней части он украшен прорезным ажурным золоченым и посеребренным узором, а основание клинка декорировано тонкой золотой насечкой в виде переплетающихся трав с листьями и цветами. В верхней части клинок обладает расширением – елманью.
Длина сабли полная: 106,2 см, лезвия, 93,2 см.
Клинок содержит надпись латиницей: "Sy tesak sdeelan poweleniem gossudara tzaira i welikobo knesa Michaila Feodorowitcha vsea Rrusyi v paetoie leeto gossudarstwa іево maesetz … Po prikasu kraitschebo y oruschnitschebo Michaila Michailowitscha Saltikowa, deelal master Nial Proswit". Перевод: "Сей тесак сделан повелением Государя царя и великого князя Михаила Федоровича всея Руси в пятое лето государства его по приказу Крайчево и Оружничево Михаила Михайловича Салтыкова сделал мастер Илия Просвит"
Рукоять обтянута бархатом; прямая крестовина с перекрестьем выточена из позолоченного серебра. Створки и кисточка из шелка, с золотым шитьем. Ножны покрыты зеленым бархатом; четыре крепления, и оковка ножен из позолоченного серебра, украшены растительным орнаментом. Пояс из зеленого шелка, украшен серебром.